# Byctiscus fukienensis
Byctiscus fukienensis is een keversoort uit de familie Rhynchitidae. De wetenschappelijke naam van de soort is voor het eerst geldig gepubliceerd in 1948 door Voss.